# Arzobispo Chacón
Pour les articles homonymes, voir Chacón.
Arzobispo Chacón est l'une des vingt-trois municipalités de l'État de Mérida au Venezuela. Son chef-lieu est Canaguá. En 2011, la population s'élève à 13 083 habitants.

## Géographie

### Subdivisions
La municipalité est divisée en six paroisses civiles et une parroquia capital, traduite ici par « capitale » (en italiques et suivie d'une astérisque) avec, chacune à sa tête, une capitale (entre parenthèses) :
- Capitale Arzobispo Chacón * (Canaguá) ;
- Capurí (Capurí) ;
- Chacantá (Chacantá) ;
- El Molino (El Molino) ;
- Guaimaral (El Viento) ;
- Mucuchachí (Mucuchachí) ;
- Mucutuy (Mucutuy).